# Episodi di Skins (sesta stagione)
La sesta stagione della serie televisiva Skins è stata trasmessa sul canale televisivo britannico E4 dal 23 gennaio 2012 al 26 marzo 2012.
In Italia la stagione viene trasmessa dal 4 settembre 2013 su  MTV Italia. Il primo episodio della stagione, rinominato col nome "Marocco" è stato reso visibile in anteprima esclusiva il 22 agosto 2013 sul sito on demand del canale.
| n° | Titolo originale | Prima TV UK      | Prima TV Italia   |
| -- | ---------------- | ---------------- | ----------------- |
| 1  | Everyone         | 23 gennaio 2012  | 4 settembre 2013  |
| 2  | Rich             | 30 gennaio 2012  | 4 settembre 2013  |
| 3  | Alex             | 6 febbraio 2012  | 11 settembre 2013 |
| 4  | Franky           | 13 febbraio 2012 | 11 settembre 2013 |
| 5  | Mini             | 20 febbraio 2012 | 18 settembre 2013 |
| 6  | Nick             | 27 febbraio 2012 | 18 settembre 2013 |
| 7  | Alo              | 5 marzo 2012     | 18 settembre 2013 |
| 8  | Liv              | 12 marzo 2012    | 26 settembre 2013 |
| 9  | Mini & Franky    | 19 marzo 2012    | 26 settembre 2013 |
| 10 | Finale           | 26 marzo 2012    | 26 settembre 2013 |

## Everyone
- Diretto da: Jack Clough
- Scritto da: Bryan Elsley

### Trama
I ragazzi sono in vacanza in Marocco, in una fatiscente villa dove trovano dell'erba sotto le assi del pavimento. La prima notte Alo trova una festa in una villa nelle vicinanze di proprietà di Luke, un altro ragazzo inglese. Franky, infelice della sua relazione con Matty, si lascia corteggiare da Luke. La mattina seguente Mini seduce Alo, ma lui giura di mantenere il segreto sulla loro relazione. Più tardi, Luke e il suo amico Jake giungono nella villa della gang e rivelano che sono loro i proprietari dell'erba. Luke non se la prende del fatto che i ragazzi ne hanno fatto uso, e li invita a una festa sulla spiaggia. Una volta lì, Luke chiede a Franky di fuggire con lui. Mini ed Alo continuano la loro relazione segreta. Jake schernisce Matty, mostrandogli il coinvolgimento di Franky per Luke, che nel frattempo si stavano allontanando insieme, e spingendolo a contrabbandare sei chili di erba a Marrakesh per poter riavere indietro la sua ragazza. Anche un uomo marocchino avverte Liv che Luke è molto pericoloso. Matty sale in macchina, deciso a contrabbandare l'erba per riavere Franky, e Grace si unisce a lui, con l'intento di parlargli, ma Liv si precipita nell'auto e sprona il ragazzo a seguire Franky e Luke. L'inseguimento diventa pericolosamente veloce, a tal punto che Matty finisce fuori strada, distruggendo l'auto. Matty fugge, Liv riesce ad uscire dall'auto, mentre Grace giace immobile sul cofano. Tre settimane dopo Grace è in coma all'ospedale di Bristol, Matty è scomparso ed è ricercato dalla polizia, e il resto del gruppo sembra respingere Franky. Nick ignora una chiamata di Matty. Rich cerca di portare un CD e dei fiori a Grace, ma il professor Blood ha ordinato agli infermieri di non far avvicinare il ragazzo alla figlia.

## Rich
- Diretto da: Sam Donovan
- Scritto da: Daniel Lovett

### Trama
Il professor Blood continua ad impedire a Rich di vedere Grace. Alo cerca di distrarre Rich, ma lui non fa altro che pensare a lei. Un giorno gli squilla il telefono - è Grace. Si è svegliata dal coma e gli chiede di andarla a trovare. I due sono finalmente insieme, ma il professor Blood ha intenzione di separarli di nuovo, in quanto vuole che Grace vada a Zurigo per la riabilitazione. I due iniziano a fare l'amore fino a quando Blood entra nella stanza e fa portare Rich fuori dalla sicurezza. Il giorno dopo, Rich va a casa di Grace per chiedere al padre il permesso di vederla, ma scopre che i Blood sono già andati via. Si trasferisce quindi in casa loro. Alo continua a cercare di distrarre il suo amico, ma i suoi tentativi sono vani. Più tardi, i due ragazzi trovano un volantino dell'ospedale di Zurigo appeso al frigo, e lo chiamano cercando di mettersi in contatto con Grace, ma a rispondere sarà il professor Blood. Ore dopo Rich sente Mini e Alo copulare in una delle camere da letto, rimanendo estremamente infastidito e scoprendo quindi il loro segreto. Ad un tratto il telefono di Rich squilla. È Grace che afferma che il padre la sta portando in un'altra clinica. Rich le dice che devono trovare una soluzione, e le propone di incontrarlo a Parigi. Liv suggerisce a Rich di accettare l'idea di Alo di fare un concerto a casa di Grace, in modo da utilizzare i soldi per andare a Parigi. Durante il concerto, Rich vede Grace tra il pubblico e scende dal palco per andare a cercarla. La trova distesa sul letto della sua stanza e fanno l'amore. Rich si sveglia la mattina dopo, da solo nel letto. Sente il telefono squillare, è Grace che gli dice che deve andar via e che lo ama. Rich fissa poi il suo cellulare, e nota che è rotto e non funzionante. Successivamente, Rich vede l'auto di Blood nel vialetto, e si precipita in casa. Blood rivela in lacrime che Grace è morta in Svizzera e che non si è mai svegliata. Tutte le interazioni che il ragazzo aveva avuto con Grace erano state allucinazioni.

## Alex
- Diretto da: Sam Donovan
- Scritto da: Jack Lothian

### Trama
È il primo giorno di Alex al college, ma sembra non avere la preoccupazione di fare nuove amicizie. Il ragazzo affida la sua vita alla sorte, mediante il lancio di un dado. Vive con la nonna anziana, che sta perdendo la testa. Il padre di Alex ha lasciato al figlio il compito di preparare i bagagli per la nonna, per trasferirla in una casa di cura. Sua nonna respinge l'idea e mostra grande disprezzo e persino antipatia per il figlio, mentre vuole chiaramente molto bene ad Alex. Quando Alex arriva a scuola, ottiene subito l'attenzione di Liv. Alex improvvisamente dà un pugno in faccia ad Alo, in quanto il dado aveva deciso per lui questo. Liv e Nick assistono a ciò e sono confusi, anche se la ragazza appare affascinata e divertita dalla situazione. Liv cerca di affrontare con Mini la difficile situazione instauratasi tra loro. Alex assiste alla discussione, e Liv, infastidita, gli chiede quale sia il suo problema. Alex risponde che non ha problemi, ma che vive solo la sua vita in modo casuale. Liv chiede una dimostrazione di ciò e dopo il lancio del dado lui la bacia. Lei lo schiaffeggia, pur essendo divertita dalla situazione. Liv va a casa di Alex, dove conosce la nonna, che le racconta le avventure del defunto marito. Poi porta il ragazzo al pub, per farlo conoscere ai suoi amici. La gang è diffidente e ostile verso Alex, in particolare Alo, che era stato colpito da lui. Alex chiede a Nick notizie di Grace, ma lui dice di lasciar perdere. Anche Mini è molto irritata dalla presenza del ragazzo, a tal punto da decidere di andare a ballare da sola con un gruppo di ragazzi. Alo guarda la scena con estremo disagio. Alex si precipita fuori dal pub per rispondere ad una telefonata da parte del padre, che lo spronava a preparare i bagagli della nonna. In seguito, Alex si allontana con Liv, portandola a giocare a carte, dove otterrà una grande somma di denaro attraverso l'imbroglio. Alex chiede poi a Liv di tornare a casa, in quanto il ragazzo aveva ricevuto una telefonata e doveva andar via. Si dirige infatti in casa di un ragazzo, con il quale copulerà. Si scopre quindi che Alex è gay. Lui e Liv continuano a basare le loro giornate sul lancio del dado, e la ragazza incomincia a provare qualcosa per lui. Al college, durante il memoriale di Grace, Liv è disgustata dal fatto che persone che non la conoscevano sono il lutto, mandando all'aria la celebrazione. Liv scoppia a piangere, Alex cerca di consolarla e lei lo bacia. Alex la ferma e le dice che lui è gay. Liv diventa ancora più sconvolta e Mini dice al ragazzo che non hanno bisogno di lui. Alex, dispiaciuto, corre a casa e scopre che sua nonna si è suicidata prendendo dei sonniferi. Liv esce dal college piangendo. Riceve una chiamata da Alex, che si scusa e le chiede di far pace. Alex invita i ragazzi ad una festa su una barca, dove incoraggia Liv a parlare con Mini, ma ancora una volta quest'ultima respinge l'amica. Mini scopre poi sulla barca una bara con dentro la nonna morta di Alex. Il ragazzo spiega che uno dei desideri della nonna era quello di ricongiungersi con il marito, morto in mare, e che la sua intenzione era quella di gettare la bara in mare. La gang partecipa emotivamente alla situazione, mentre Franky lascia un messaggio sul telefono di Matty dicendogli di non tornare. Alex e Liv decidono di essere amici.

## Franky
- Diretto da: Ian Barnes
- Scritto da: Sean Buckley

### Trama
Franky sta affrontando un brutto periodo. È infatti la settimana di simulazione degli esami e lei non riesce a concentrarsi sullo studio, in quanto ha costantemente visioni di Grace, sentendosi responsabile per la sua morte. Mini è troppo occupata a copulare con Alo per aiutarla e l'aiuto dei suoi padri adottivi è vano. Sentendosi sola decide di vedere Luke, il ragazzo incontrato in Marocco, e iniziano una relazione. Luke è violento e si trova spesso coinvolto in risse, ma lei lo vede come l'unica persona che la capisce, e il suo mondo pericoloso le fornisce uno sbocco per sfogare la sua rabbia, la frustrazione e il dolore. Comincia a bruciare i ponti con il resto dei suoi amici ed è aggressiva con i suoi insegnanti e i suoi genitori. Nick, che ha iniziato a provare sentimenti per lei, è l'unico che mostra di volerla aiutare, e tenta più volte di farla tornare sulla retta via. Dopo aver finalmente ascoltato il consiglio di suo padre Jeff di vedere uno psicologo, perde completamente il controllo di sé stessa e va su tutte le furie, decidendo di tornare da Luke. Luke comincia ad essere violento anche nei suoi confronti, a tal punto da spingerla a tornare a casa. Jeff la consola, e quando Luke chiede di parlarle privatamente, lui con fermezza gli ordina di restare fuori dalla vita di sua figlia. Franky chiede scusa a Nick, che si mostra sempre più innamorato di lei.

## Mini
- Diretto da: Ian Barnes
- Scritto da: Jess Brittain

### Trama
Mentre Mini ha un rapporto sessuale con Alo nel bagno di una discoteca, il ragazzo dichiara di amarla, rompendo dunque il patto di una relazione senza impegno. Irritata, torna a casa, ma viene tenuta sveglia da sua madre e il suo nuovo compagno mentre hanno un rapporto sessuale. Dopo aver litigato con sua madre Shelley, chiama suo padre, Gregory, chiedendogli di vedersi. Mini comincia a ricostruire i rapporti con Gregory e a flirtare con il suo assistente, allontanandosi dai suoi amici. Tuttavia, nasconde un grande segreto: è incinta. Franky è l'unica che inizia ad insospettirsi dopo aver visto la ragazza correre in bagno a vomitare. Mini le fa promettere di non dire nulla e nel frattempo allontana il resto dei suoi amici, soprattutto Liv e Alo. Accetta poi la proposta di suo padre di andare a vivere a Sydney. Durante una festa organizzata da Gregory, Alo, vedendo l'assistente insieme a Mini, si ingelosisce ed è pronto a colpirlo, fin quando la ragazza gli urla contro che per lei non c'è mai stato e mai ci sarà nulla tra loro, rovinando quindi la festa. Mini bacia l'assistente di Gregory e, sul punto di copulare, i due si fermano. Liv cerca di parlare con Mini, ma ancora una volta quest'ultima la respinge, e infuriata va via, lasciandola in compagnia di Franky. Mini, in seguito, chiede scusa al padre, rivelandogli la gravidanza. Nei giorni successivi, Mini prepara i bagagli per andare a Sidney noncurante delle suppliche della madre di restare. Mini va a casa di Gregory, pronta per partire, ma la trova vuota. Il padre è infatti già partito, lasciandole un assegno ed un messaggio, con scritto: "Mi dispiace, ti voglio bene". La ragazza strappa l'assegno piangendo. Va poi da Alo, sperando di poter chiarire e di rivelargli la gravidanza, ma il ragazzo le chiede freddamente di andare via. Tornata a casa e non volendo entrare, vede attraverso la finestra sua madre in lacrime. Il suo compagno trova Mini lì, e abbracciandola la convince ad entrare. Il giorno dopo, Franky accompagna Mini in una clinica ginecologica. Inizialmente Mini si rifiuta di vedere l'ecografia, ma poi commossa accetta di buon grado la sua condizione.

## Nick
- Diretto da: Jack Clough
- Scritto da: Geoff Bussetil

### Trama
Nick prova sentimenti sempre più forti per Franky. Nonostante ciò, Franky sembra non ricambiare i suoi sentimenti, soprattutto in seguito alla turbolenta relazione con Luke. Un giorno, Nick riceve una chiamata su Skype da Matty, che si trova ancora in Marocco, il quale dice di aver trovato un uomo russo, "Il dottore", che poteva farlo tornare in Inghilterra segretamente e chiede l'aiuto del fratello. Nick va a parlare quindi con "Il dottore", e viene a sapere che dovrà pagare 2.000 sterline, che non ha, per far tornare Matty. Nick è palesemente preoccupato, e Franky durante una lezione di chimica tenta di farlo parlare, ma continua a tenere nascosta la vicenda. Dopo aver trovato in casa del denaro del padre, in una discoteca spende quasi tutto in alcool, e viene convinto da Alex a sedurre una ragazza di nome Carly. Tuttavia, la mattina seguente, Franky si presenta a casa sua e lo scopre con Carly. Carly, notando che il ragazzo è chiaramente innamorato di Franky, va via immediatamente. Dopo aver ricevuto un'altra chiamata di Matty, Nick prende 2.000 sterline dal conto del padre e le porta a "Il dottore", ma lui lo informa che la spesa è cambiata, e quel denaro non è più sufficiente. Occorrono infatti altre 1.000 sterline. Nick è indignato, ma non ha altra scelta. Se ne va, e, alla disperata ricerca di qualcuno con cui parlare, chiama Alo, che è ancora in discoteca dalla sera prima. Arriva quindi in discoteca, e informa il gruppo della situazione, il quale si mostra contrario al ritorno di Matty, eccetto Alex, il quale gli offre il suo aiuto. Dopo aver respinto Alex, Nick infuriato corre in bagno. Franky lo segue e gli chiede perché non le abbia rivelato nulla prima. Iniziano a discutere, fin quando Nick rivela a Franky i suoi sentimenti. Franky è scioccata, e dice di non ricambiarlo. Nick si precipita fuori dal bagno e bacia Alex sulle labbra, per scusarsi di averlo respinto prima. Nick decide di tornare da "Il dottore", con l'intento di riprendere i suoi soldi, ma il fondo era già stato versato. Tra i due inizia una colluttazione, che si conclude con "Il dottore" che lo costringe a non tornare mai più da lui. Nick quindi torna a casa, ma scopre di non avere più le chiavi. Franky, però, si presenta con queste - l'aveva raccolte dal pavimento del bagno la sera prima. Lei gli offre le 1.000 sterline mancanti, ma lui la informa che ormai non si poteva fare più nulla. Franky chiede al ragazzo quali siano le sue intenzioni nei suoi confronti, e questo ribadisce ancora una volta i suoi forti sentimenti. I due fanno l'amore nella stanza del ragazzo. Più tardi, Franky risponde alla chiamata di Matty su Skype. Matty è sconvolto e cerca di parlarle, ma lei non fa altro che guardarlo arrabbiata, senza pronunciare una parola.

## Alo
- Diretto da: Benjamin Caron
- Scritto da: Laura Hunter

### Trama
Alo cerca di dimenticare Mini, iniziando una relazione con Poppy Champion, una ragazza minuta che aveva flirtato con lui ad una festa. Lui la porta per il primo appuntamento con il suo trattore a fare un picnic nel bosco, dove Alo le propone di essere la sua fidanzata. Poppy è d'accordo, e, a casa sua, dopo aver ballato in biancheria intima, vanno al piano di sopra a copulare. Mentre stavano praticando un rapporto sessuale, Alo nota pupazzi, poster e la divisa scolastica della ragazza. Spaventato, si ferma e le chiede quanti anni ha, e lei rivela di avere quasi 14 anni. Alo è inorridito, ritenendosi un pedofilo, e va via dalla casa della ragazza. Al college, nel tentativo di raccontare tutto a Rich, arriva Franky che cerca di convincerlo a provarci ancora una volta con Mini, ma il ragazzo la liquida, dicendo che aveva da pensare a cose più serie. Alo decide di accettare l'invito di Poppy alla sua festa di compleanno, con il solo obbiettivo di rompere con lei. Alla festa, Poppy si vanta con i suoi amici della sua relazione con Alo, ma quando lui le rivela le sue intenzioni, la ragazza si sente umiliata e ferita, e lo caccia fuori di casa. Durante un esame, la polizia entra nell'aula e arresta Alo per molestie sessuali. Il ragazzo non riesce a convincere la polizia della sua innocenza, in quanto non sapeva l'età della ragazza, e finisce in prigione. Rich, l'unico amico che non gli ha voltato le spalle, gli paga la cauzione. Alo chiama con riluttanza Poppy e la rimprovera per le sue bugie, ma mentre lei sta per scusarsi, il padre prende il telefono e lo minaccia. Alo scappa di casa e inizia a vivere in un parco giochi. Rendendosi conto che Mini è la radice dei suoi problemi, si reca a casa sua per confrontarsi con lei. La ragazza lo caccia via, ma lui ribadisce ancora una volta i suoi sentimenti. Dewi, un contadino che vive con lui e la sua famiglia, lo trova nel parco giochi e gli rivela che i suoi genitori sono preoccupati per lui, offrendogli tutto il denaro che ha per andare via da Bristol e rifarsi una vita. Alo decide però di rimanere e di affrontare i suoi problemi. Si reca a casa di Poppy per confrontarsi con i suoi genitori. Poppy rivela di aver mentito, e mentre il padre e la madre della ragazza iniziano a litigare tra loro, Alo, vedendo Poppy sconvolta, interviene. Il padre della ragazza lo picchia e lo getta fuori di casa. Il giorno dopo, Mini arriva alla fattoria di Alo per parlargli e rivelargli la gravidanza. Proprio mentre sta per vuotare il sacco, Alo riceve la chiamata di Poppy, che gli dice che i suoi genitori hanno deciso di divorziare e che sua madre ha costretto il padre a far cadere le accuse contro di lui. Al termine della telefonata, Alo si accorge che Mini è andata via.

## Liv
- Diretto da: Benjamin Caron
- Scritto da: Ben Bond & Bryan Elsley

### Trama
Da quando ha conosciuto Alex, Liv festeggia continuamente, reprimendo i suoi reali sentimenti sulla morte di Grace, anche se è tormentata da visioni della ragazza, simili a quelle che hanno avuto Rich e Franky. Dopo che Alex incontra un ragazzo di nome Donovan ad una festa pre-esami, i due decidono di andare ad un cottage sulla costa insieme, lasciando Liv sola in casa, dove giungono ben presto le sue sorelle Maude e Bella. Da quella notte, Liv comincia a soffrire di un dolore lancinante sul fianco, dove trova una grossa protuberanza che le fa pensare che sia un cancro dell'utero o una cisti ovarica. Resiste al dolore e decide di non andare dal medico, rivelando tutto solo a Doug, il quale le confida che sta lasciando Roundview per prendersi un lungo periodo sabbatico. Cerca il parere di Mini, che continua però a respingerla. Dopo aver incontrato Franky nel corridoio, Liv rivela di essere convinta che sia solo colpa sua se Grace è morta, e di tutta risposta la ragazza la schiaffeggia violentemente. Mini decide a tal punto di rivelare a Liv tutta la verità su Alo e la gravidanza, ma non appena le dice di aver avuto rapporti sessuali con Alo, Liv la interrompe, non consentendole di parlarle anche della gravidanza. Liv cerca conforto poi in Rich, il quale però è troppo impegnato nei suoi studi, tanto che lo incolpa di essere indifferente alla morte di Grace. Quella notte, mentre si trovava nel campus della "Bristol occupata", Liv riceve una telefonata da Maude, che le dice che il suo amico è tornato. Liv corre a casa, credendo che sia finalmente tornato Alex, ma in realtà resta stupita nel vedere che in realtà è tornato Matty dal Marocco. Alex torna a Bristol il giorno successivo, imbattendosi in Matty per la prima volta. Liv decide di accompagnare Matty a casa di Mini, per farlo parlare con Franky, ma entrambe sono riluttanti nei suoi confronti. Quando Liv cerca di parlare di nuovo con Mini, lei risponde con la solita freddezza e arroganza. Stufa di questo comportamento, Liv la colpisce due volte sul volto, mentre Matty cerca di fermarla. Mini, piangendo e sanguinando, le confessa di essere incinta. Sconvolta, Liv corre fuori, presa ancora una volta dal dolore sul fianco. Il giorno dopo decide di andare dal medico, ma prima di entrare nell'ambulatorio, un'assistente per farla calmare decide di darle un'occhiata, rivelando che in realtà non ha alcun nodulo. Il nodulo è stato, infatti, frutto della sua immaginazione a causa della sua paura della morte, e il dolore lancinante era una manifestazione fisica del suo dolore per la morte di Grace. Liv scoppia in lacrime, consolata dall'assistente. L'episodio si conclude con Liv, Maude, Doug e Rich che visitano la tomba di Grace.

## Mini & Franky
- Diretto da: Ian Barnes
- Scritto da: Jess Brittain

### Trama
Mini e Franky trascorrono insieme le loro giornate da quando Shelley, la madre di Mini, è fuori città con Eric, il suo compagno. Mentre le due escono di casa per andare ad una visita, Matty, che da giorni passa il suo tempo nel giardino di Mini, le segue con la speranza di parlare con Franky, ma Mini si sente male improvvisamente e viene trasportata d'urgenza all'ospedale. In ospedale (dove viene rivelato che il sesso del nascituro è femminile) Alo e Shelley scoprono della gravidanza di Mini, mentre nella sala d'attesa Nick scopre che Matty è tornato a Bristol. I due iniziano una colluttazione. Shelley è determinata a dare in adozione la bambina della figlia, nonostante Mini voglia apertamente tenerla. Nick sprona Franky a chiamare la polizia, in quanto Matty è ancora ricercato. Il rifiuto della ragazza fa intuire a Nick che i suoi sentimenti nei confronti del fratello non si sono ancora spenti del tutto. Alo, nel frattempo, confida a Rich di non essere pronto per diventare padre. Franky, conoscendo perfettamente i traumi relativi all'adozione, vuole impedire a Shelley di far dare in adozione la bambina. Per questo le due ragazze decidono di scappare verso l'altra parte di Bristol e, fingendosi lesbiche, trovano rifugio per la notte in una dimora per senzatetto. Alo decide di lasciare un messaggio sul telefono di Mini, dove afferma di amarla e di essere pronto ad affrontare la situazione insieme a lei, ma questo viene intercettato da Franky che lo cancella, essendo diventata eccessivamente possessiva nei confronti dell'amica, che è la prima figura femminile della sua vita. Mini comincia a dubitare che la fuga sia la migliore soluzione ai suoi problemi. Franky tenta invano di convincerla a raggiungere Oxford (dove aveva vissuto prima di trasferirsi a Bristol) ma Mini vuole tornare a casa. Eric, avendo trovato le due ragazze alla stazione, convince Mini a tornare a casa e dice a Franky di essere diventata troppo possessiva nei confronti della figliastra. Tornate a casa, Shelley accetta il fatto che la figlia voglia tenere la bambina, e le due si abbracciano. Franky, dopo aver ascoltato la loro conversazione, esce di casa in lacrime. Quella notte Rich arriva a casa di Mini, convincendola a seguirlo. Il ragazzo la porta nei pressi di una casetta, spingendola ad entrare. All'interno di questa, Mini trova Alo intento ad allestire una casa tutta per loro, dove poter vivere insieme e crescere la bambina. I due, dopo essersi baciati, ballano sotto le note di "U Can't Touch This" di MC Hammer, fin quando Mini si accorge di avere delle perdite.

## Finale
- Diretto da: Benjamin Caron
- Scritto da: Georgia Lester

### Trama
Mini è in ospedale, ancora convalescente dopo aver avuto quasi un aborto spontaneo, mentre Liv le fa compagnia. Quest'ultima è molto preoccupata, infatti Alex ha in programma di partire per la Thailandia per iniziare il suo anno sabbatico, ancora non recupera pienamente il suo rapporto con Mini ed è consapevole di non essere stata ammessa in alcuna università. Nel frattempo Franky è sempre più intenzionata a scoprire l'identità della sua vera madre, e dopo aver recuperato l'indirizzo del suo assistente sociale, parte alla volta di Birmingham, grazie ad un passaggio datole da un camionista. A Birmingham, l'assistente sociale dà a Franky l'indirizzo della madre, ma quando la ragazza arriva, trova la casa vuota. Poco dopo arriva in casa sua sorella maggiore, Clara, rivelandole che loro madre è morta e non avendo intenzione di condividere con Franky ulteriori dettagli su di lei. Matty e Nick, notando l'assenza di Franky, decidono di raggiungerla, dopo aver trovato la sua posizione grazie ad un'applicazione sull'iPhone di Nick. Franky, dopo aver visto Matty e Nick dal balcone, fugge, trovando di nuovo l'appoggio del camionista, che le consiglia di smettere di fuggire dai suoi problemi. Franky decide così di buttarsi fuori dal camion in movimento, e viene portata all'ospedale dal camionista, scosso dall'accaduto. Giunta all'ospedale, Franky fa visita a Mini, e Liv si lancia immediatamente contro di lei criticandola per il suo comportamento melodrammatico, tanto da far intervenire Mini, che vedendo l'amica piangere, chiede a Liv di lasciarla in pace. Mini abbraccia Franky, confortandola e dicendole che deve scegliere tra Matty e Nick, mentre Liv, tornata a casa, trova conforto in Alex. Nel frattempo, Rich viene ammesso all'Università di Cambridge. È talmente felice che inizia a ballare nel suo salotto, gioia questa interrotta presto da Nick, che si presenta a casa sua chiedendogli di ospitare Matty. Matty chiede scusa a Rich per la morte di Grace, e il ragazzo lo perdona dicendo che in realtà l'anima di Grace è ancora viva. In ospedale arriva anche Alo, che riesce a farsi dare dal primario l'autorizzazione per far andare Mini alla festa in piscina organizzata per la fine dell'anno scolastico, ovviamente con il divieto di bere e di fumare. Alla festa, Nick e Matty vogliono parlare con Franky, ma la ragazza, vedendoli, fugge per le sale del locale. Alla fine, trovando una porta chiusa, capisce di non poter più fuggire. Vede per l'ennesima volta l'immagine di Grace, che la incoraggia a dire ai due la verità, baciandola. Nick e Matty raggiungono Franky, che in lacrime ammette di amarli entrambi e di non poter quindi instaurare una relazione con nessuno di loro. Dopo aver detto questo, Franky esce dal locale e vede Clara, che si mostra più aperta nei suoi confronti. Alla festa, Rich ha una visione di Grace a bordo piscina. Entrambi saltano in acqua, e si baciano prima che la ragazza scompaia per sempre. Contemporaneamente, Liv e Mini riescono finalmente a riconciliarsi sul pavimento di un bagno. Ad un tratto Mini inizia ad avere le doglie e viene portata d'urgenza in ospedale, mentre Clara ammette di aver mentito a Franky riguardo alla morte della madre, e, dopo l'approvazione del padre di Franky, Jeff, si recano in un ospedale psichiatrico, dove Franky ritrova sua madre. Alex sale su un autobus, e, pronto per partire, manda un sms a Liv dicendole che le vorrà per sempre bene. Nick accompagna Matty alla stazione di polizia, dove Matty, dopo aver abbracciato il fratello, si costituisce. In ospedale, Mini partorisce la sua bambina con il supporto di Liv e Alo. Fuori dal reparto maternità, Rich sente le grida della piccola. Sorridendo, alza gli occhi e dice "grazie".